# Coenotephria pawlitscheki
Coenotephria pawlitscheki là một loài bướm đêm trong họ Geometridae.